# Львовский государственный авиационно-ремонтный завод
Львовский государственный авиационно-ремонтный завод (укр. Львівський державний авіаційно-ремонтний завод) — предприятие военно-промышленного комплекса Украины.
Входит в перечень предприятий, имеющих стратегическое значение для экономики и безопасности Украины.

## История

### 1939—1991
15 октября 1939 года в ангарах 6-го авиационного полка польских ВВС на львовском аэродроме были созданы 133 стационарные авиаремонтные мастерские, основной задачей которых являлись ремонт и техническое обслуживание самолётов ВВС РККА. К лету 1941 года авиамастерские освоили ремонт трофейных польских самолётов и двигателей, а также советских самолётов По-2, И-15, И-153, И-16. Кроме этого, в мастерских ремонтировались автомобили, мотоциклы и тракторы.
После начала Великой Отечественной войны авиамастерские были включены в состав Юго-Западного фронта и в связи с приближением к городу линии фронта были эвакуированы — сначала в Полтаву, затем в Пензу. С 3 сентября 1941 года были размещены в городе Кузнецк Пензенской области. Начиная с сентября 1944 года тремя эшелонами авиамастерские были возвращены во Львов.
В целом, за время войны завод отремонтировал и передал в действующую армию 1287 самолётов различных типов, 2820 авиамоторов, значительное количество авиационного вооружения, радиооборудования и иного оборудования. При этом, в 1944—1945 годы «133 САМ» собрали из комплектующих, поставленных с авиазаводов 800 новых самолётов Ил-10.
1 сентября 1946 года авиамастерские были преобразованы в 272-ю авиационную ремонтную базу (с 15 мая 1947 года получившую новое название — «352-я авиационная ремонтная база»).
1 октября 1953 года 352-я авиаремонтная база (к этому времени освоившая ремонт и техническое обслуживание 16 типов поршневых самолётов) была преобразована в 117-й авиаремонтный завод. На завод были переданы станки, оборудование, военнослужащие и гражданские специалисты из стационарной авиаремонтной мастерской, которая базировалась на аэродроме Скоморохи в Озерном Житомирской области в связи с тем, что аэродром Скоморохи был переоборудован для приема самолётов стратегической авиации. С этого года завод приступил к освоению ремонта реактивных самолётов. В 1953 году завод освоил ремонт истребителя МиГ-15, вскоре была определена основная специализация предприятия — ремонт и техническое обслуживание самолётов «МиГ» конструкторского бюро им. А. И. Микояна.
В 1978 году на предприятии была введена система управления качеством.
В 1979 году завод освоил ремонт самолётов МиГ-23 и МиГ-27 всех модификаций. С 1983 по 1989 завод осуществлял переоборудование самолётов МиГ-27 в МиГ-27Д.
В 1989 году на заводе был отремонтирован десятитысячный реактивный самолёт.

### После 1991
После провозглашения независимости Украины завод перешёл в ведение министерства обороны Украины.
В 1992 году завод освоил ремонт самолётов МиГ-29.
В связи с сокращением ВВС Украины в 1990е годы, Львовский АРЗ стал местом хранения снятых с вооружения и законсервированных МиГ-27 (в 2000 году шесть из них были проданы Шри-Ланке).
27 июля 1998 года завод был внесён в перечень предприятий, имеющих стратегическое значение для экономики и безопасности Украины.
В июне 2004 года директор ЛГАРЗ Александр Кравчук сообщил о намерении провести техническое переоборудование завода, чтобы иметь возможность модернизировать самолёты МиГ-29 (по его словам, в это время завод имел возможность только ремонтировать МиГ-29, но не модернизировать их).
В 2005—2007 гг. из состава вооружённых сил Украины в Азербайджан продали 12 истребителей МиГ-29 и два учебно-боевых МиГ-29УБ, перед продажей прошедших капитальный ремонт и модернизацию на Львовском авиаремонтном заводе. В ходе выполнения этого контракта был отработан «пилотный» проект модернизации украинского парка МиГ-29, в котором помимо Львовского авиаремонтного завода принимали участие предприятия «Оризон-Навигация» и ЗАО «Фазотрон-Украина», задействованное в модернизации бортовой РЛС (во время работ была увеличена дальность обнаружения и сопровождения цели за счёт обновления элементной базы). По итогам выполнения контракта министерство обороны Украины приняло решение назначить Львовский АРЗ головным предприятием по модернизации украинских МиГ-29. Кроме того, в 2006 году завод отремонтировал четыре МиГ-27М для ВВС Шри-Ланки.
В 2007 году с заводом был заключён контракт на ремонт МиГ-27 (в соответствии с которым до 2010 года были отремонтированы и возвращены в Казахстан 12 самолётов МиГ-27 ВВС Республики Казахстан). Также, в 2007 году завод в инициативном порядке начал работы по созданию тренажёра для пилотов МиГ-29.
По состоянию на начало 2008 года, завод имел возможность выполнять капитальный ремонт и модернизацию самолётов типа МиГ-21, МиГ-23, МиГ-27 и МиГ-29 всех модификаций (в том числе, их планера, авиавооружения, радиоэлектронного и электрооборудования, систем эксплуатационного контроля и иных систем, приборов и агрегатов).
В 2009 году завод освоил модернизацию МиГ-29 до уровня МиГ-29МУ1 и начал модернизацию первых МиГ-29 до уровня МиГ-29МУ1 для ВВС Украины.
Кроме того, в период с 2009 по 2012 гг. на заводе были отремонтированы ещё девять одноместных МиГ-29 и пять двухместных МиГ-29УБ ВВС Казахстана. Кроме того, 28 мая 2012 завод передал ВВС Украины один отремонтированный МиГ-29.
После создания в декабре 2010 года государственного концерна «Укроборонпром», завод вошёл в состав концерна.
29 мая 2014 завод начал ремонт двух МиГ-29 ВВС Украины (31 июля 2014 ремонт одного МиГ-29 был завершён и начат ремонт одного МиГ-29УБ).
В 2014 году была проведена проверка деятельности предприятия, в ходе которой было установлено, что в 2013 году из выделенных заводу денежных средств было похищено 1,1 млн гривен.
2 апреля 2016 заводу выделили 230,73 млн гривен на выполнение ремонта шести МиГ-29 для ВВС Украины, до конца года шесть самолётов были отремонтированы, а два из них — модернизированы до уровня МиГ-29МУ1. Кроме того, в течение 2016 года завод заключил 10 контрактов с иностранными государствами, получив в результате выполнения экспортных контрактов доходы в размере 130,1 млн гривен и завершил 2016 год с чистым доходом в размере 311,8 млн гривен.
Утром 18 марта 2022 по заводу был нанесён ракетный удар. В результате попадания нескольких ракет заводские здания были разрушены, а стоянка самолётов на территории завода — уничтожена.